# Marco Aurélio Saldanha Rocha
Marco Aurélio Saldanha Rocha (São Paulo, 10 de dezembro de 1940), mais conhecido como Marco Aurélio, é um ex-futebolista brasileiro que atuava como goleiro. Defendeu o Atlético-PR de 1961 à 1962, o Flamengo de 1964 à 1973, e o Bahia. Segundo o Almanaque do Flamengo, de Clóvis Martins e Roberto Assaf, defendeu o time carioca em 144 partidas, obtendo 63 vitórias, 31 empates e 50 derrotas.
Foi o goleiro do Flamengo na final da Taça Brasil de 1964, quando o rubro-negro foi derrotado pelo Santos de Pelé.

## Conquistas
Flamengo
- Troféu Naranja: 1964
- Taça Guanabara: 1970, 1972
- Campeonato Carioca de Futebol: 1965, 1972
- Taça Lamartine Babo: 1965
- Torneio Gilberto Alves: 1965
- Torneio Ibsen de Rossi: 1966
- Troféu Mohammed IV: 1968
- Torneio Internacional de Verão do Rio de Janeiro: 1970
- Torneio do Povo: 1972